# Whady José Nassif
Whady José Nassif foi um político brasileiro do estado de Minas Gerais. Advogado, formado pela Universidade Federal do Rio de Janeiro, se interessou por política ainda na universidade, onde mantinha contato direto com os acontecimentos políticos de sua época, fazendo parte de uma instituição de ensino freqüentada por filhos de importantes políticos da época e residindo no Rio de Janeiro, então capital do país. Neste cenário viu de perto a revolução de 1930 que levou ao poder Getúlio Vargas.Iniciou sua carreira política como vereador pelo então distrito de Conceição das Alagoas e Prefeito de Uberaba no mandato de  1937-1943, em pleno Estado Novo (Brasil) do governo Getúlio Vargas.
Foi por duas vezes deputado estadual em Minas Gerais a primeira pelo PSD de 1947 a 1951, sendo substituído pelo deputado Ultimo de Carvalho no período de 13/7/1947 a 4/7/1949. Foi reeleito para a 2ª legislatura (1951 - 1955) na Assembleia Mineira. Foi ainda suplente na legislatura de 1955 a 1959, onde renuncia a suplência para tomar posse como Procurador do Ministério Público da União, na Justiça do Trabalho cargo que exerceu até sua aposentadoria em 1968.

## Principais ações como prefeito
Uberaba era uma cidade carente de infra estrutura. A cidade possuia então 155 ruas das quais apenas 11 eram calçadas precariamente, de suas 19 praças apenas 3 eram urbanizadas. No seu governo foram implantados um sistema de água e esgoto, serviços de iluminação, serviços de telefonia automáticos, melhoramento nas estradas e pontes do município e nas escolas urbanas e rurais, passando algumas para o controle do estado de Minas Gerais. Suas políticas de administração seguiam a cartilha do Estado Novo de Vargas, onde a melhoria da infra estrutura e das condições de vida dos cidadãos conseqüentemente aumentaria a capacidade de de progresso do país.

## Relações com o governo do estado
O então interventor do estado Benedito Valadares através do decreto lei número 148 de 17 de dezembro de 1938, emancipa de Uberaba e cria os municípios de: Campina Verde, Campo Florido, Conceição das Alagoas e Veríssimo, provocando uma queda na arrecadação de impostos e levando o então prefeito a uma ação política mais intensa com o governo do estado para dar continuidade as obras de modernização e melhorias do município.